# Konrad Bayer

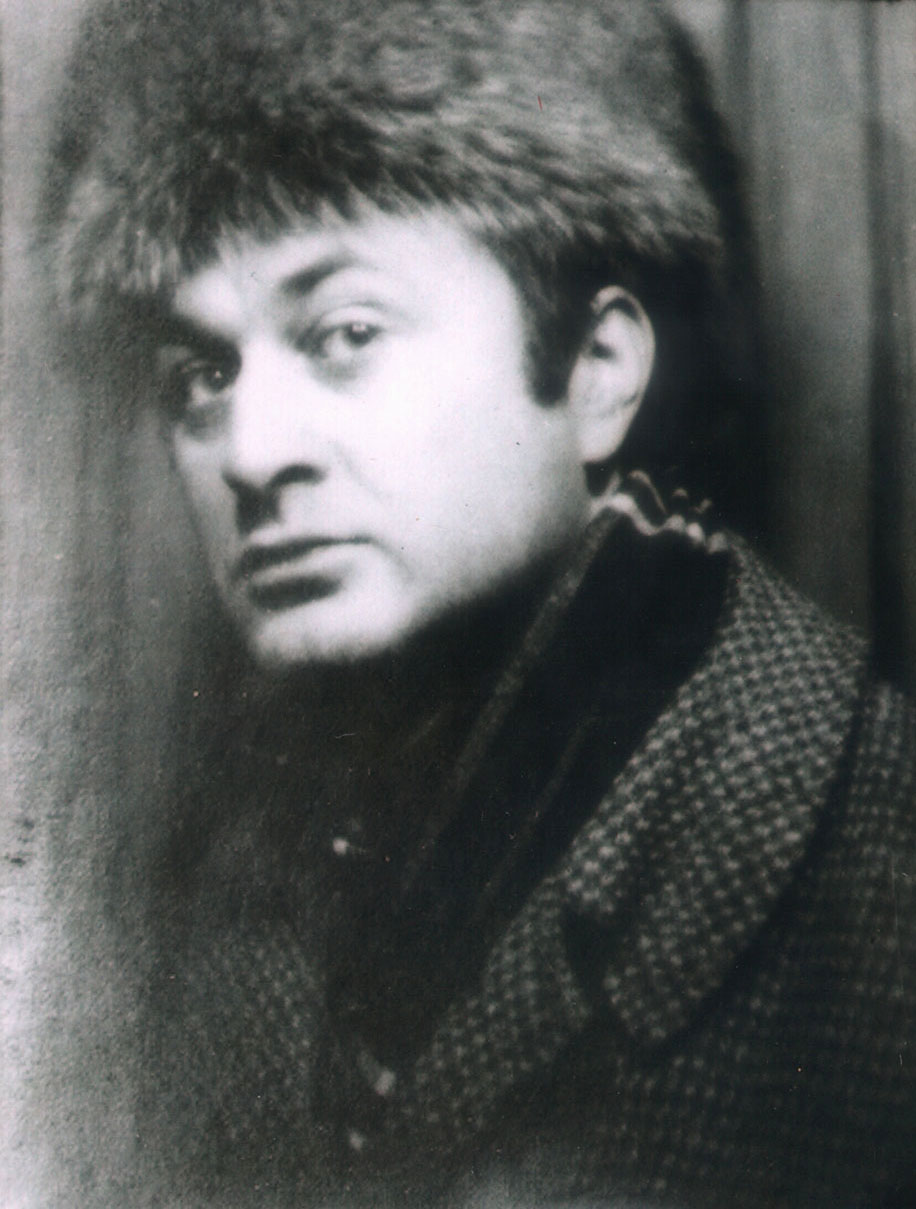
Porträt von Konrad Bayer aus einem Fotoautomaten, ca. 1962/63

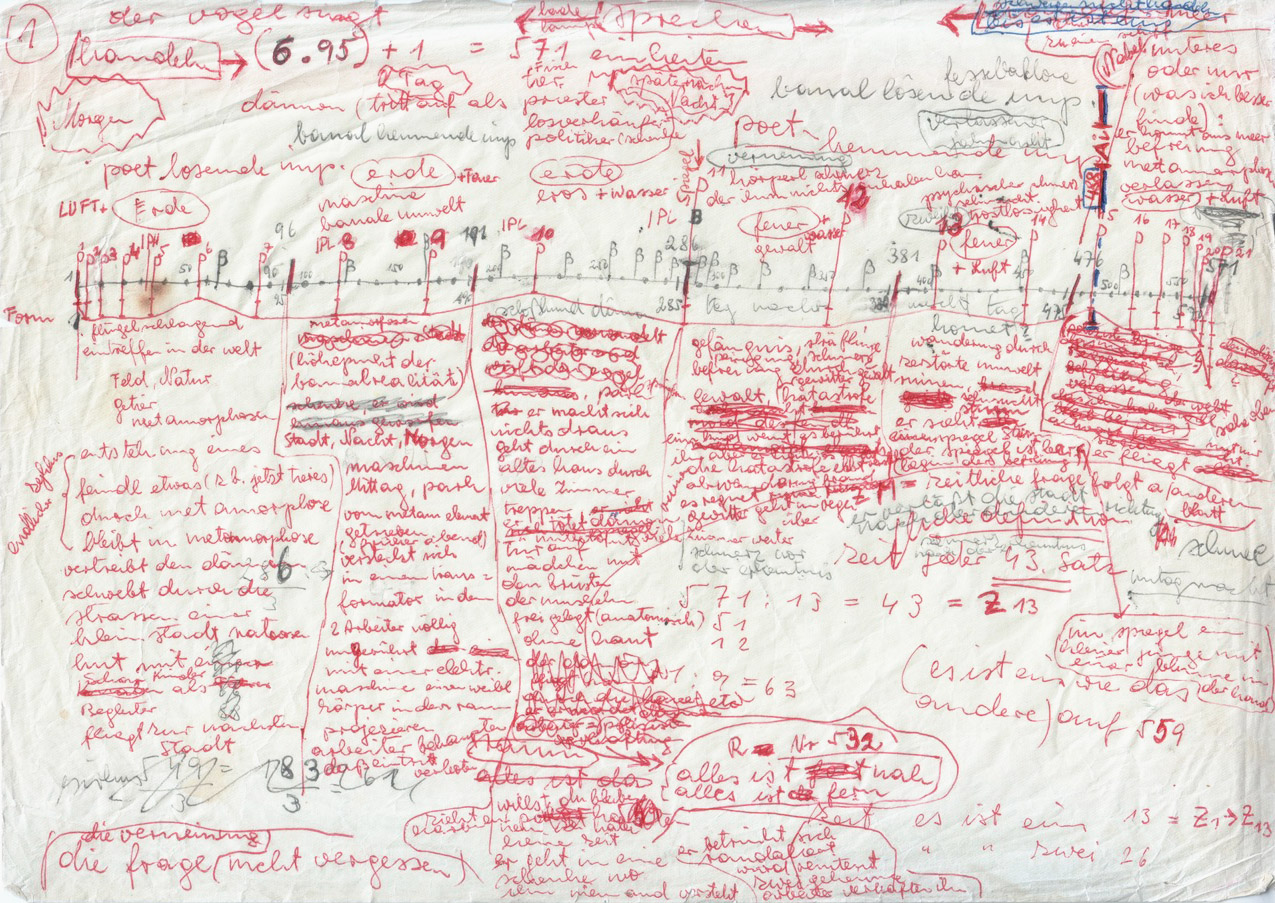
Konrad Bayer: „der vogel singt. eine dichtungsmaschine in 571 bestandteilen“, Konstruktionsskizze, 1957–58

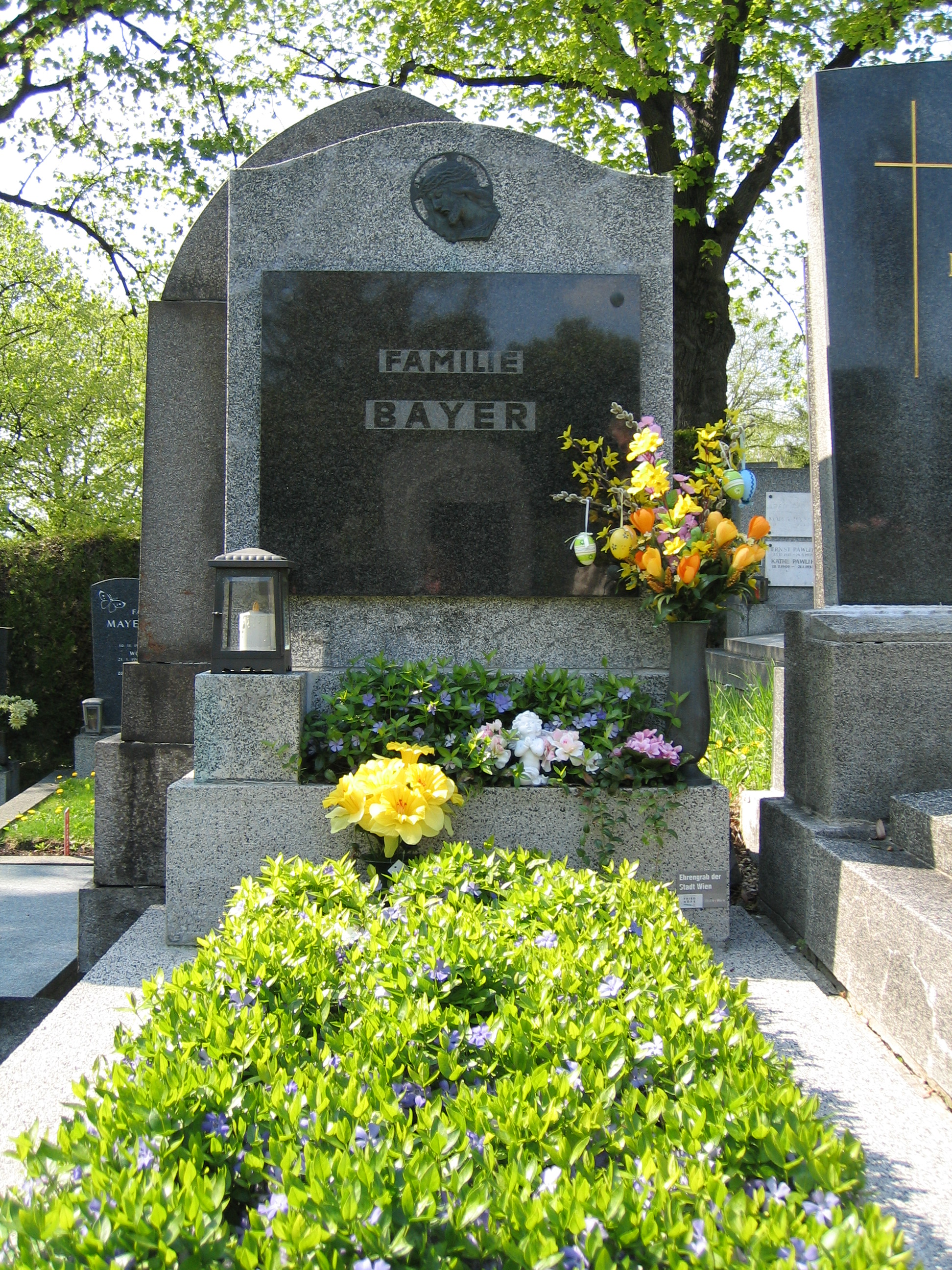
Konrad Bayers Wiener Ehrengrab

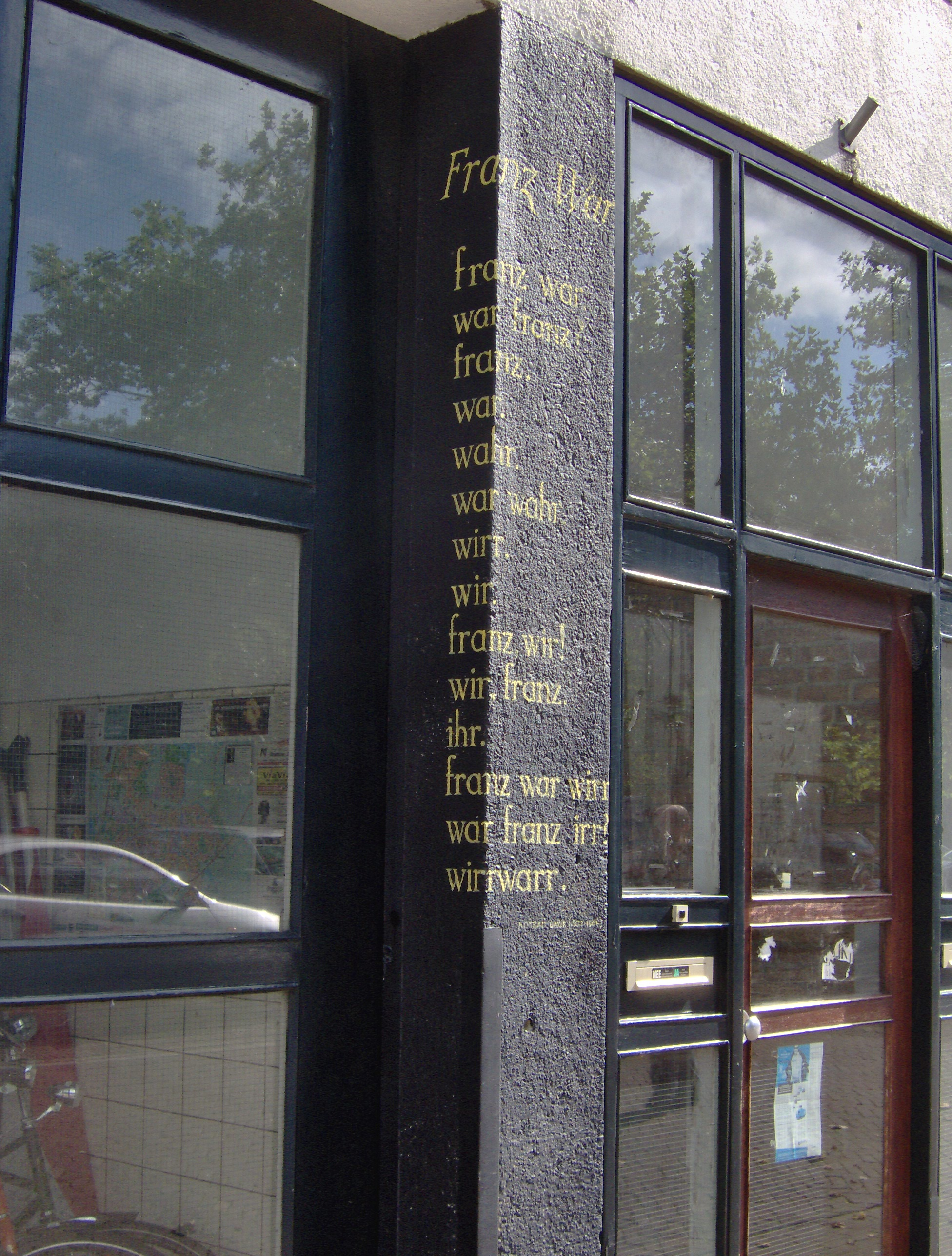
Franz War von Konrad Bayer als Wandpoesie in Leiden, Holland.
franz war.
war franz?
franz.
war.
wahr.
war wahr.
wirr.
wir.
franz wir!
wir franz.
ihr.
franz war wirr.
war franz irr?
wirr warr.

Konrad Bayer (* 17. Dezember 1932 in Wien; † 10. Oktober 1964 ebenda) war ein österreichischer Schriftsteller.

## Leben
Im konservativen Nachkriegsösterreich versuchte Bayer, an die literarische Avantgarde anzuknüpfen und diese wiederzubeleben. Ähnlich wie in Deutschland nach dem Zweiten Weltkrieg (Nachkriegszeit) herrschte in Österreich ein Klima der Verunsicherung darüber, welche Literatur überhaupt zu lesen sei, nachdem im Nationalsozialismus große Teile der Literatur als entartet gegolten hatten, teilweise auch einfach verschwunden waren und man nun andererseits auch die im Nationalsozialismus propagierte Literatur mied. Man bevorzugte klassische Literatur, da diese am sichersten als unbedenklich erschien.
Avantgardistische Literatur, wie sie Konrad Bayer schrieb, wirkte daher enorm provozierend. Die Provokation war programmatisch, sachlich bestand der avantgardistische und experimentelle Umgang mit Literatur und Sprache in dem Versuch, Sprachroutinen aufzubrechen, sprachlich transportierte Ideologismen aufzudecken und sogar das Bewusstsein auf diese Weise von Denkgewohnheiten zu befreien.
Bayer war befreundet mit Schriftstellern wie Oswald Wiener, Gerhard Rühm, H. C. Artmann und Friedrich Achleitner, die er ab 1951 im Art Club kennengelernt hatte. Von 1954 bis 1960 bildeten sie die Wiener Gruppe. Vor allem der Art Club war Podium für verschiedene Happenings, in denen es – meist ohne vorher abgesprochenes Programm – sehr dadaistisch in erster Linie um die Provokation des Publikums ging. Entsprechend oft gerieten die Veranstaltungen zu Skandalen, bei denen häufig auch die Polizei eingriff.
Freundschaft und musikalische Interessen verbanden ihn mit dem Komponisten Gerhard Lampersberg, mit dem er auch die Literaturzeitschrift „edition 62“ herausbrachte (zwei Hefte erschienen).
In vielen Gemeinschaftsarbeiten mit diesen gleichgesinnten Autoren brachte Bayer Lyrik, literarische Montagen und dadaistische Unsinnstexte hervor, die heute vor allem witzig wirken und deren Lektüre ein intellektuelles Vergnügen bereitet. Hinter der Fragmentierung seiner Prosa und seines Weltbilds steht der Wunsch, einen neuen, magischen Zusammenhang in der Wirklichkeit zu entdecken.
Im Oktober 1963 las Bayer aus der sechste sinn im schwäbischen Saulgau vor der Gruppe 47, die erstaunt war und vielleicht zu überschwänglich lobte („eine neue Kosmologie!“), als dass die Reaktion ausbleiben konnte („Kabarett!“). Heinrich Maria Ledig-Rowohlt war von Bayers Text derart begeistert, dass er ihm sogleich für seinen nächsten Roman einen Vertrag anbot.
Im Jahr 1964 hielt sich Konrad Bayer des Öfteren bei Padhi Frieberger im Schloss Hagenberg im Weinviertel auf, gemeinsam mit anderen Mitgliedern der Wiener Gruppe sowie des Art Club. Hier versuchte er seinen Roman der sechste sinn zu vollenden. Dieses autobiographische Werk mit vielen Bezügen zu Schloss Hagenberg blieb unvollendet. der sechste sinn erschien 1966 nur als Fragment: Bayer hatte sich, wie der Protagonist des Romans, das Leben genommen: „als goldenberg wieder in seinem zimmer war, öffnete er beide hähne, schloss das fenster und machte es sich auf dem sofa bequem, der geruch war nicht unangenehm, und er wartete auf schlaf.“
Den letzten gemeinsamen Abend beschreibt Ida von Szigethy in ihrem Buch:
„[...] Am 9. Oktober 1964 waren wir mit ihm in einem Wiener Schnapslokal verabredet. Konrad beklagte sich bei mir über Magenkrämpfe, er war in einer eher deprimierten Stimmung. Von dort fuhren wir auf seinen Wunsch ins Café Hawelka, wo wir wie immer alle Freunde trafen. Peter Daimler lud uns alle in sein Haus nach Hietzing ein. Die Platten der Beatles wurden gespielt, ‚A Hard Day’s Night‘, immer und immer wieder dieselben, einige tanzten. Konrad sass am Boden, den Kopf im Schoss einer Dame, und beobachtete die ganze Szene, ohne irgendwie teilzunehmen. Ferry und ich fuhren gegen 2 Uhr nach Hause. [...]“
Konrad Bayer starb am 10. Oktober 1964 durch Suizid. Er ruht in einem ehrenhalber gewidmeten Grab auf dem Hernalser Friedhof (Gruppe 67, Reihe 10, Nummer 11) in Wien.

## Rezeption
Ernst Bloch beschrieb die Texte Bayers bei einer Lesung der Gruppe 47 als beeindruckend und philosophisch. Sie zeigten eine Heimatlosigkeit auf, aber auch Witz.
Oswald Wiener führte die Wirkung seiner Texte auch auf seine charismatische Persönlichkeit zurück.
Im Zentrum des Requiems für einen jungen Dichter von Bernd Alois Zimmermann stehen die Verse Konrad Bayers:
„worauf hoffen? / es gibt nichts was zu erreichen wäre, außer dem tod.“

## Werke
- der stein der weisen, (Traktat), schritte sieben, Wolfgang Fietkau Verlag, Berlin 1963, ISBN 978-3-87352-007-3.
- der sechste sinn, (unvollendeter Roman)
- der kopf des vitus bering, (Romanmontage)
- scheissen und brunzen, (Lyrik)
- kasperl am elektrischen stuhl, (Theaterstück)
- edition 62. H. 1 und 2. Maria Saal, Wien 1962. Hrsgg. von K. Bayer und G. Lampersberg. (Literaturzeitschrift)

### Tonaufnahmen
- Konrad Bayer: der sechste sinn. Originaltonaufnahmen 1962–1964, hrsg. v. Klaus Sander. 2-CD-Set, 110 Minuten. Köln: supposé 2002, ISBN 978-3-932513-32-9.
- Konrad Bayer/Gerhard Rühm: Gemeinschaftsarbeiten 1957–1962. Audio-CD, 70 Minuten. Sprecher: Gerhard Rühm. Köln: supposé 2002, ISBN 978-3-932513-33-6.
- Die Worried Men Skiffle Group hat einige Texte vertont und als Platten aufgenommen, darunter „Glaubst i bin bled“ (Glaubst du, ich bin blöd)

### Theaterstücke
- dialoge:
- entweder: verlegen noch einmal zurück oder: visage-a-visage in der strassenbahn
- ein abenteuer des lion von belfort
- der mann im mond. Napoleon oder wer weiss?
- (david) kean vom londoner shakespearetheater in seiner glanzrolle vom könig non plus ultra
- abenteuer im weltraum
- die vögel
- der see (1)
- der see (2)
- diskurs über die hoffnung
- guten morgen
- 17. jänner 1962
- x-te nummer (singspiel)
- 300 menschen
- une show royale (szenarium)
- die erschreckliche comoedie vom braven lukas (szenarium und bruchstücke)
- die pfandleihe
- der löwe zu belfort (bruchstück)
- qui & qua. schauspiel in fünf aufzügen (fragment)
- das tote kind in der wiege
- herr tanaka
- sprachlose sätze

Uraufführung der meisten Dialoge im Rahmen des ersten und zweiten cabarets der Wiener Gruppe am 6. Dezember 1958 und 15. April 1959
- die begabten zuschauer
  - U: Studentenbühne „Die Arche“ Wien, 1961
- bräutigall & anonymphe
  - U: studio experiment am lichtenwerd  Wien, 1963
- kasperl am elektrischen stuhl
  - U: Wiener Festwochen, 1968
- der analfabet
  - U: Landestheater Darmstadt, 1969
- der berg
  - U: Landestheater Darmstadt, 1969
- die boxer
  - U: Theater am Neumarkt Zürich, 1971
- idiot
  - U: Schiller-Theater Berlin, 1972
- die pfandleihe
  - U: Theater im Altstadthof Nürnberg, 1988

Zusammen mit Gerhard Rühm
- kosmologie
  - U: Studentenbühne „Die Arche“ Wien, 1961
- der fliegende holländer
  - U: Studentenbühne „Die Arche“ Wien, 1961
- sie werden mir zum rätsel, mein vater
  - U: Wiener Aktionstheater, 1968
- der schweissfuss
  - U: Volkstheater Wien, 2004

## Vertonungen
- Erik Janson (* 1967): mit gekreisch (2008) für Sopran, Es-Klarinette / Bassklarinette und Violoncello. UA 4. Mai 2008 Dortmund (Depot; Irene Kurka [Sopran], Joachim Striepens [Klarinetten], Burkart Zeller [Violoncello])

1. alabasterkreationen – 2. pierrot hat seinen fuß verloren – 3. mit gekreisch – 4. ob du dich auch entfernst – 5. er der tag – 6. die landschaft
- Worried men skiffle group (1970): Glaubst i bin bled?
- Christoph Theiler (* 1959): blau – 444 nanometer (2008) für Sopran, Klarinette / Bassklarinette, Akkordeon, Violoncello und Live-Elektronik. UA 4. Mai 2008 Dortmund (Depot; Irene Kurka [Sopran], Joachim Striepens [Klarinetten], Burkart Zeller [Violoncello], Maik Hester [Akkordeon])

1. über ihm stand – 2. topologie der sprache
- Ronnie Urini: niemand hilft mir (1982) für Stimme und Band
- Das Requiem für einen jungen Dichter (1965–1969) von Bernd Alois Zimmermann enthält Bayers Text: „frage: worauf hoffen?“ als Ricercar.
- Mosaik von Klaus Buhlert montiert Texte von Bayer zu einem 50-minütigem Hörspiel (mit Herbert Fritsch, Bernhard Schütz, Gottfried Breitfuß, Jeanette Spassova und Lars Rudolph), Produktion: HR/DLF 2005.[6]
- „der sechste sinn“ bearbeitet und inszeniert von Leonhard Koppelmann für den HR 2005 (mit Sophie Rois, Moritz Stöpel und Wolfgang Pregler)
- Konrad Bayer: Chansons (LP Vinyl, nonfoodfactory), vertont von Paul Skrepek, interpretiert von Johanna Orsini-Rosenberg und Paul Skrepek.

## Filme
Ferry Radax (1932–2021) hat drei Filme mit, über und von Konrad Bayer gemacht.
- Sonne halt! (1960) 26 Min., schwarzweiß. (DVD 2007)
- Konrad Bayer, oder: die welt bin ich und das ist meine sache (1969).  52 Min., schwarzweiß
- Der Kopf des Vitus Bering (1970), 26 Min., schwarzweiß

## Hörspiele (Auswahl)
- 1966: Der Berg – Regie: Otto Kurth (Hörspielbearbeitung, Kurzhörspiel – SDR)
- 1968: Mit Co-Autor Gerhard Rühm: Sie werden mir zum Rätsel, mein Vater. Eine burleske Horchkomödie – Regie: Klaus Schöning (Original-Hörspiel – WDR)
- 1973: Der Berg und die begabten Zuschauer – Regie: Ferry Bauer (Hörspielbearbeitung, Kurzhörspiel – ORF Oberösterreich)
- 1984: der analfabet – Regie: Walter Wippersberg (Hörspielbearbeitung – ORF Oberösterreich)
- 2002: ProsaPhon(ie). eine sonotopologische KlangSprachKonsistenzMaschine – Komposition und Realisation: Sabine Schäfer, Joachim Krebs (Hörspielbearbeitung – SWR)
- 2005: Der Sechste Sinn – Bearbeitung und Regie: Leonhard Koppelmann (Hörspielbearbeitung – HR)
- 2012: der kopf des vitus bering – Bearbeitung und Regie: Renate Pittroff (Hörspielbearbeitung – ORF)
- 2014: Mit Co-Autor Klaus Buhlert: Mosaik – Revisited. Mit Texten von Konrad Bayer – Komposition und Regie: Klaus Buhlert (Hörspielbearbeitung – HR/Deutschlandradio)
- 2020: kasperl am elektrischen stuhl – Regie: Philip Scheiner (Hörspielbearbeitung – ORF)

Quellen: ARD-Hörspieldatenbank für die deutschen und Ö1-Hörspieldatenbank für die österreichischen Produktionen